# Absolute Hits Of The 60's
Absolute Hits Of The '60s er et dansk opsamlingsalbum udgivet i 1997 af EVA Records i serien af Absolute Hits Of-albums. Albummet er en dobbelt-cd bestående af nogle af de største hits fra 1960'erne.

## Spor

### Cd 1
1. The Monkees – "I'm a Believer"
2. Herman's Hermits – "No Milk Today"
3. Gerry and the Pacemakers – Ferry Cross The Mersey
4. The Animals – "House Of The Rising Sun"
5. Little Eva – "The Locomotion"
6. Marmalade – "Ob-La-Di Ob-La-Da"
7. Peter & Gordon – "A World Without Love"
8. Manfred Mann – "Do Wah Diddy Diddy"
9. Lulu – "Shout"
10. The Troggs – "Wild Thing"
11. The Box Tops – "The Letter"
12. The Small Faces – Lazy Sunday
13. The Searchers – Needles & Pins
14. The Supremes – You Can't Hurry Love
15. The Righteous Brothers – You've Lost That Lovin' Feelin'
16. The Hollies – He Ain't Heavy, He's My Brother

### Cd 2
1. The Shangri-Las – Leader Of The Pack
2. The Beach Boys – Good Vibrations
3. Martha Reeves & The Vandellas – Dancing in the Street
4. The Walker Brothers – The Sun Ain't Gonna Shine Anymore
5. Dusty Springfield – You Don't Have To Say You Love Me
6. Jose Feliciano – Light My Fire
7. The Drifters – Under The Boardwalk
8. Nancy Sinatra – These Boots Are Made For Walking
9. Sandie Shaw – Puppet On A String
10. Percy Sledge – When A Man Loves A Woman
11. James Brown – It's A Man's Man's World
12. Four Tops – Reach Out I'll Be There
13. Barry Ryan – Eloise
14. Procol Harum – A Whiter Shade Of Pale
15. Iron Butterfly – In-A-Gadda-Da-Vida
16. Moody Blues – Go Now